# Sobralia cattleya
Sobralia cattleya är en orkidéart som beskrevs av Heinrich Gustav Reichenbach. Sobralia cattleya ingår i släktet Sobralia och familjen orkidéer. Inga underarter finns listade i Catalogue of Life.